# Kozackie Wilcze Sotnie
Kozackie Wilcze Sotnie (ros.  Казачьи волчьи сотни) – ochotnicze oddziały wojskowe kawalerii złożone z Kozaków w służbie III Rzeszy podczas II wojny światowej
Wilcze sotnie pojawiły się na froncie wschodnim na przełomie 1943 i 1944 r. Nawiązywały do tradycji takich samych oddziałów z okresu wojny domowej w Rosji w latach 1917–1921, organizowanych przez Andrieja G. Szkurę. Kozacy tych oddziałów nosili papachy ze skóry wilków, zaś na płaszczach mieli czarne emblematy z wyobrażeniem białej głowy wilka.
1 Wilcza Sotnia została utworzona pod koniec grudnia 1943 r. Zainicjowała ją grupa młodych ochotników kozackich, do których dołączyli inni. Dowództwo objął podesauł P. F. Biespałow, wcześniej walczący w szeregach Samodzielnej Kozackiej Sotni Górskiej na Kubaniu.
2 Wilczą Sotnię sformowano na pocz. lutego 1944 r. z inicjatywy esauła P. K. Jemcowa drozdowca z okresu wojny domowej w Rosji. Już w poł. lutego Kozaków przetransportowano do okupowanej Francji.
Nie wiadomo dokładnie, kiedy powstała 3 Wilcza Sotnia. Utworzyło ją 146 Kozaków kubańskich, którzy wycofywali się z Kubania wespół z wojskami niemieckimi. Na jej czele stanął ataman stanicy Dinskaja P. B. Riabowol. Po przybyciu na Ukrainę Kozacy zostali skierowani do walki z partyzantami w rejonie miasta Hajsyn. Kiedy front zbliżył się do obszaru ich działań sotnia została włączona w skład 14 Mieszanego Pułku Kozackiego Kozackiego Stanu, prowadzącego walki z Armią Czerwoną pod Równem.
W marcu 1945 r. ataman gen. A. G. Szkuro próbował utworzyć z Kozaków grupę wojskową, którą nazwał Wilczym Oddziałem. Na jej czele stanął płk Krawczenko. Udało się zebrać ok. 2 tys. żołnierzy, ale nie zdążyli oni wziąć udziału w walkach przed kapitulacją Niemiec 8 maja.